# Killion Munyama

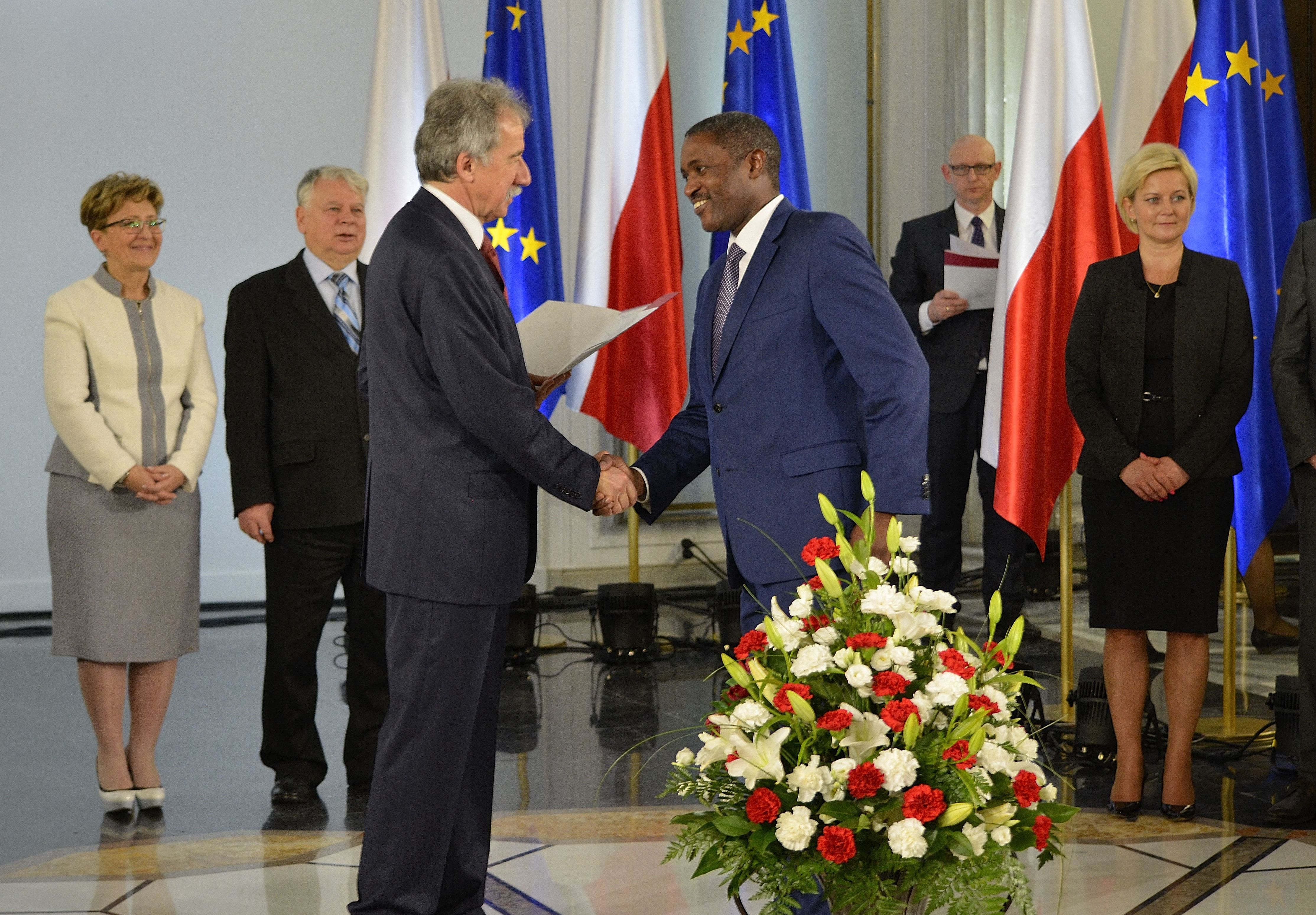
Killion Munyama odbierający z rąk przewodniczącego Państwowej Komisji Wyborczej Wojciecha Hermelińskiego zaświadczenie o wyborze na posła VIII kadencji Sejmu (2015)

Killion Munzele Munyama (ur. 10 lipca 1961 w Makali w Federacji Rodezji i Niasy) – polski ekonomista, nauczyciel akademicki, doktor habilitowany nauk ekonomicznych, samorządowiec i polityk pochodzenia zambijskiego, poseł na Sejm VII, VIII i IX kadencji.

## Życiorys
Urodził się w Rodezji Północnej, pochodzi z grupy etnicznej Tonga. Do Polski przyjechał na początku lat 80. w ramach stypendium rządowego. Ukończył ekonomię na Akademii Ekonomicznej w Poznaniu. Na tej samej uczelni w 1994 na podstawie rozprawy The IMF Conditionality and the Problem of Structural Adjustment in the Zambian Economy uzyskał stopień doktora nauk ekonomicznych. W 2012 na podstawie rozprawy zatytułowanej Wzrost gospodarczy a rozwój finansowy w Afryce Subsaharyjskiej na przykładzie programów MFW w Kenii, Mozambiku, Ugandzie i Zambii habilitował się w zakresie ekonomii. Specjalizuje się w zakresie bankowości i finansów międzynarodowych. Zawodowo jako pracownik naukowy związany z Katedrą Bankowości Akademii Ekonomicznej i następnie Uniwersytetu Ekonomicznego w Poznaniu. Został też wykładowcą Wyższej Szkoły Gospodarki w Bydgoszczy.
W wyborach w 2002 z ramienia lokalnego komitetu wyborczego uzyskał mandat radnego powiatu grodziskiego. Później przystąpił do Platformy Obywatelskiej, z jej listy bez powodzenia w 2006 kandydował do sejmiku wielkopolskiego. Mandat radnego województwa III kadencji objął jednak jesienią 2007. W wyborach samorządowych w 2010 został wybrany na kolejną kadencję.
W wyborach parlamentarnych w 2011 uzyskał mandat poselski jako kandydat PO z wynikiem 7925 głosów w okręgu pilskim. W 2015 z powodzeniem ubiegał się o poselską reelekcję (otrzymał 6259 głosów). W Sejmie VIII kadencji został członkiem Komisji Finansów Publicznych. W 2019 został wybrany na kolejną kadencję, otrzymując 7764 głosy. W czerwcu 2021 zrezygnował z mandatu w związku z podjęciem pracy w Europejskiej Służbie Działań Zewnętrznych.

## Życie prywatne
Syn Ethorna i Saliyi. Od 1991 żonaty z Elżbietą, mają troje dzieci. Mieszka w Karczewie.

## Wyniki wyborcze
| Wybory | Komitet wyborczy   | Komitet wyborczy      | Organ                              | Okręg            | Wynik        |
| ------ | ------------------ | --------------------- | ---------------------------------- | ---------------- | ------------ |
| 2002   |                    | KWW Forum Samorządowe | Rada Powiatu Grodziskiego          | nr 3             | 210 (3,53%)  |
| 2006   |                    | Platforma Obywatelska | Sejmik Województwa Wielkopolskiego | nr 6             | 4154 (2,47%) |
| 2010   | 7570 (4,20%)       | Platforma Obywatelska | Sejmik Województwa Wielkopolskiego | nr 6             |              |
| 2011   | Sejm VII kadencji  | Platforma Obywatelska | nr 38                              | 7925 (3,05%)     |              |
| 2015   | Sejm VIII kadencji | Platforma Obywatelska | nr 38                              | 6259 (2,32%)     |              |
| 2019   |                    | Koalicja Obywatelska  | nr 38                              | Sejm IX kadencji | 7764 (2,22%) |